# 王永利 (印尼)
王永利（Ong Eng Die；1910年6月20日—?），另译王恩德或王永裕，出生於荷屬東印度哥倫打洛，印度尼西亞華裔政治家、經濟學家。1953年7月30日－1955年8月12日期間曾任印尼財政部長。